# نمونه‌خوانان فراگیر
نمونه‌خوانان فراگیر (انگلیسی: Distributed Proofreaders) که به اختصار «DP» یا «PGDP» هم نامیده می‌شود، یک پروژه اینترنتی است که از توسعه و گسترش متن‌های الکترونیکی برای پروژه گوتنبرگ پشتیبانی می‌کند. این پروژه در سال ۲۰۰۰ میلادی توسط «چالز فرانکس» پایه‌گذاری شد.
نمونه‌خوانان فراگیر، پروژه‌ای است که به افراد عادی این امکان را می‌دهد تا با کمک یکدیگر، پیش‌نویسِ متونِ الکترونیک را، پیش از انتشارِ نهایی، نمونه‌خوانی و غلط‌یابی کنند.
تا ماه ژوئن ۲۰۱۵ میلادی، بیش از ۳۰٬۰۰۰ متن و کتاب، اسکن و دیجیتالیزه شد.